# Stazione di Forlimpopoli-Bertinoro
Stazione di Forlimpopoli-Bertinoro vasútállomás Olaszországban, Forlimpopoli településen.

## Vasútvonalak
Az állomást az alábbi vasútvonalak érintik:
- Bologna–Ancona-vasútvonal

## Kapcsolódó állomások
A vasútállomáshoz az alábbi állomások vannak a legközelebb:
- Stazione di Cesena (Stazione di Ancona)
- Stazione di Villa Selva (Stazione di Bologna Centrale)